# Isaiah William Penn Lewis
Isaiah William Penn Lewis foi um engenheiro projetista e construtor de faróis estadunidense.
Sobrinho de Winslow Lewis, foi um crítico da obra de seu tio.
Lewis viajou para a Europa para estudar projetos de faróis, e incorporou suas lições em suas obras. Construiu diversos faróis, a maior parte deles na Florida Keys.
Em 1843 fez um relatório para a Câmara dos Representantes dos Estados Unidos sobre os faróis nos Estados Unidos.